# Streptocarpus makabengensis
Streptocarpus makabengensis är en tvåhjärtbladig växtart som beskrevs av Olive Mary Hilliard. Streptocarpus makabengensis ingår i släktet Streptocarpus och familjen Gesneriaceae. Inga underarter finns listade i Catalogue of Life.